# Suisei

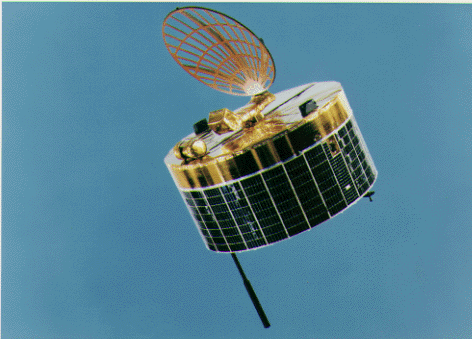
Raumsonde Suisei

Suisei (jap. すいせい, dt. Komet) war eine japanische Raumsonde, die 1986 den Kometen Halley erforschte. In der Vorbereitungsphase lief die Mission unter dem Namen Planet-A.
Die Sonde war 139,5 kg schwer, wovon 10 kg auf wissenschaftliche Instrumente entfielen, darunter eine UV-Kamera und ein Sonnenwind-Detektor. Zur Energieversorgung verfügte sie über Solarzellen. Für die Stabilisation des Raumfahrzeugs sorgte ein Drallrad mit 2000 Umdrehungen pro Minute. Suisei verwendete denselben Satellitenbus wie ihre Schwestersonde Sakigake.
Suisei startete am 18. August 1985 vom japanischen Raketenzentrum Kagoshima auf einer M-3SII-2 Trägerrakete. Die größte Annäherung an Halley hatte die Sonde am 8. März 1986 mit 151.000 km Abstand. Suisei übermittelte die gewünschten Daten und registrierte dabei lediglich zwei kritische Treffer durch kosmischen Staub.
Am 5. April 1987 wurden das Triebwerk der Sonde aktiviert und ein Kurs zur Erde eingeschlagen. Vorgesehen war nach einem oder mehreren Swing-bys an der Erde der Vorbeiflug an den Kometen Tempel-Tuttle am 28. Februar 1998 und Giacobini-Zinner am 24. November 1998. Am 22. Februar 1991 waren allerdings die Treibstoffvorräte Suiseis vollständig aufgebraucht, sodass die Sonde daraufhin abgeschaltet wurde – lange bevor sie die Erde erreicht hatte.
Das ursprünglich vorgegebene Ziel wurde damit erreicht. Suisei war letztlich ein Testflug und ein ehrgeizigeres Resultat scheiterte an der Unerfahrenheit der japanischen Ingenieure auf diesem Gebiet.